# FK Polissja Žytomyr
FK Polissja Žytomyr (ukrajinsky ФК Полісся) je ukrajinský fotbalový klub sídlící v Žytomyru. V sezóně 2024/2025 hrál nejvyšší ukrajinskou ligu.
klub v současné podobě vznikl v roce 2016, navazuje ovšem na předchozí klub fungující mezi lety 1959–2005. Jeho název odkazuje na historický region Polesí. V Ukrajinském poháru se nejdále fotbalisté Polissja dostali do semifinále v ročnících 2023/24 a 2024/25 a do osmifinále v ročnících 1992 a 2000/01. V letech 1959–1991 hrál klub v regionální lize Ukrajinské SSR, která byla na třetím stupni sovětské fotbalové pyramidy. Od vzniku samostatných ukrajinských ligových soutěží v roce 1992 pravidelně hráli druhou nebo třetí ligu. Domovská utkání odehrávají na Žytomyrském centrálním stadionu s kapacitou 5928 diváků. Klubovými barvami jsou zelená a žlutá.
Během zahájení ruské invaze na Ukrajinu 24. února 2022 byli fotbalisté Žytomyru na soustředění v Turecku. Klubu, který se rozhodl nevrátit se na Ukrajinu, poskytla zázemí královéhradecká Olympie. Fotbalová asociace České republiky uvažovala o tom, že by Polissja mohlo odehrát přátelská utkání s kluby České fotbalové ligy v termínech jejich utkání s vyloučeným Slavojem Vyšehrad. Klub se po návratu na Ukrajinu, na rozdíl od osmi odstoupivších klubů, účastnil ročníku 2022/23 druhé ligy v pozměněném formátu. Základní část i nadstavbu skupiny A klub vyhrál a postoupil do nejvyšší soutěže. První ročník v této lize skončili na pátém místě a postoupili do druhého předkola konferenční ligy 2024/25. V něm narazili na Olimpiji Lublaň a po výsledcích 2:0 a 1:2 ze soutěže vypadli. Domácí zápas klub odehrál na Městském stadionu v polských Gliwicích.

## Historické názvy
- 1959–1960 – Avangard
- 1960–1966 – Polissja
- 1967–1976 – Avtomobilist
- 1977–1988 – Spartak
- 1989–1991 – Polissja
- 1992–1997 – Chimik
- 1997–2005 – Polissja
- 2016–2017 – MFK Žytomyr

## Přehled sezón v samostatných ukrajinských soutěžích
| 1992                                  | 2. liga, sk. A | 10. | osmifinále                  | sestup                    |
| 1992/93                               | 3. liga        | 2.  | 1. kolo (32 nejlepších)     | postup                    |
| 1993/94                               | 2. liga        | 10. | 1. předkolo                 | —                         |
| 1994/95                               | 2. liga        | 4.  | 4. kolo (32 nejlepších)     | —                         |
| 1995/96                               | 2. liga        | 14. | 2. kolo                     | —                         |
| 1996/97                               | 2. liga        | 18. | 3. předkolo                 | —                         |
| 1997/98                               | 2. liga        | 6.  | 5. kolo (32 nejlepších)     | —                         |
| 1998/99                               | 2. liga        | 12. | 2. kolo                     | —                         |
| 1999/00                               | 2. liga        | 15. | 1. kolo (32 nejlepších)     | sestup                    |
| 2000/01                               | 3. liga, sk. A | 1.  | osmifinále                  | postup                    |
| 2001/02                               | 2. liga        | 4.  | 1. kolo                     | prohra v baráži o 1. ligu |
| 2002/03                               | 2. liga        | 11. | 2. kolo (32 nejlepších)     | —                         |
| 2003/04                               | 2. liga        | 18. | 2. kolo (32 nejlepších)     | —                         |
| 2004/05                               | 2. liga        | 18. | 1. kolo                     | odstoupil během sezóny    |
| klub byl v letech 2005–2016 rozpuštěn |                |     |                             |                           |
| 2017/18                               | 3. liga, sk. A | 8.  | 2. předkolo                 | —                         |
| 2018/19                               | 3. liga, sk. A | 3.  | 1. předkolo                 | —                         |
| 2019/20                               | 3. liga, sk. A | 2.  | 1. předkolo                 | postup                    |
| 2020/21                               | 2. liga        | 11. | 3. předkolo (32 nejlepších) | —                         |
| 2021/22                               | 2. liga        | —   | 3. předkolo                 | 9. po podzimní části      |
| 2022/23                               | 2. liga, sk. A | 1.  | pohár se nehrál             | postup                    |
| 2023/24                               | Premjer-liha   | 5.  | semifinále                  | —                         |
| 2024/25                               | Premjer-liha   | 4.  | semifinále                  | —                         |